# 印度：莫迪問題
《印度：莫迪問題》（英語：India: The Modi Question）是一部由英國廣播公司第二台製作，於2023年播出的兩集紀錄片，講述第14任印度總理納倫德拉·莫迪的爭議性政策和行為，以及談論與該國穆斯林少數民族與佔多數的印度教教徒的緊張關係。影片在印度引起巨大爭議，英國廣播公司被印度政府指控「政治宣傳及有欠公允，而且反映出殖民思維」，又說影片是「反印垃圾」。印度政府隨即下令禁止播放該紀錄片，並要求社交媒體網站刪除用戶分享的紀錄片片段。

## 背景
2002 年，印度古吉拉特邦發生了反穆斯林騷亂。超過一千多人喪生，其中大部分是穆斯林，15 萬人流離失所。 騷亂是在印度教朝聖者在戈德拉的一列火車上死亡之後發生的，該州的穆斯林少數民族為此受到指責。 騷亂是自 1947 年印度成為獨立國家以來最嚴重的宗教暴力事件之一。納倫德拉·莫迪 (Narendra Modi) 是印度民族主義者印度人民黨 (BJP) 的成員，當時是古吉拉特邦的首席部長。他的政府被認為是騷亂的同謀，或者因其對危機的管理而受到批評，但印度最高法院任命的特別調查組卻沒有發現任何證據可以對莫迪個人提起訴訟。
莫迪在騷亂中扮演的角色仍然存在爭議。 在印度人民黨贏得 2014 年印度大選、莫迪被任命為總理後，印度穆斯林成為暴力升級的目標，對此莫迪基本未予置評。無國界記者組織表示，該國的新聞自由已經下降，政府已關閉社交媒體上對其的批評。莫迪政府經常向 Twitter 施加壓力，要求其刪除政府認為批評莫迪或人民黨的推文。

## 內容
紀錄片分上下兩集，第一集於2023年1月17日發布，片中追查了莫迪在印度人民黨的早期政治生涯，以及他被任命為首席部長的過程，但重點內容是關於莫迪擔任古吉拉特邦首席部長期間發生的2002年古吉拉特邦騷亂事件。2002年古吉拉特邦暴動源起於載有印度教朝聖者的列車失火，59名朝聖者受困車廂而喪生。印度教徒指控穆斯林是幕後黑手，進而引爆為期兩個月的伊斯兰教与印度教的教派暴力衝突，超過1000人死亡，數百萬人無家可歸。BBC在影片中引述英國政府檔案，指當年古吉拉特邦的暴動帶有政治動機意在「清洗印度教徒聚集區的穆斯林」，並指控莫迪容許、甚至是鼓勵針對穆斯林的暴力行為。BBC發現了當時一份英國政府的備忘錄，指發現騷亂具有「種族清洗的所有特徵」。
紀錄片的第二部分於2023年1月24日發布，回顧了莫迪政府在2019年連任後的爭議性政策，包括取消克什米爾自1947年後擁有的特殊自治地位及具宗教歧視性的新公民法，另外也談論了近年越來越激烈的多宗印度教徒暴力襲擊穆斯林事件。它還描繪了針對抗議新法律的人的暴力反應，以及2020年德里騷亂的後果。

## 封禁
印度政府在20日援引2021年通過的緊急狀態法，下令印度信息和廣播部發布指示禁止播放該紀錄片，並要求社交媒體網站刪除用戶分享的紀錄片，禁止分享該劇集的任何片段。印度信息和廣播部顧問古普塔表示封禁理由是它“破壞了印度的主權和完整”，其後他在推特上說︰「根據印度的主權法律和規則，已封禁BBC的政治敵對宣傳和反印度的垃圾視頻，分享BBC紀錄片鏈接的推文也已被屏蔽。」，而YouTube和推特均已遵照指示辦理。禁播一事在印度引起廣泛爭議，並且受到反對黨的廣泛批評，指責行為是審查言論自由。

## 各方反應

### 印度
印度外交部發言人阿林丹·巴格奇形容這部紀錄片為「意在毀譽的宣傳品，意在推動一種不可信的敘事」，內容有欠公允且反映出殖民思維。印度執政黨印度人民黨（BJP）質疑BBC為何在事隔20多年後炒冷飯。而BBC紀錄片的禁令遭到反對派的廣泛批評，反對黨全印草根大会的議員馬胡阿·莫伊特拉 (Mahua Moitra) 在推特上發布了一個該影片的剪輯鏈接，寫道：“世界上最大民主國家的皇帝和朝臣如此缺乏安全感，真是令人遺憾。”印度議員德瑞克·奧布賴恩 (Derek O'Brien)批評Twitter已因應印度政府要求的行為。
全印度伊斯蘭議會主席阿薩達丁·奧維西 (Asaduddin Owaisi)質疑為什麼一部關於莫迪的紀錄片被屏蔽，而另一部紀念殺害甘地的兇手南度藍姆·高德西的電影卻可以不受質疑地上映。
古吉拉特邦的一家非营利组织认为BBC播出的纪录片印度：莫迪問題对印度的国家声誉进行诽谤抹黑，诋毁了印度的司法机构和总理的声誉，並決定向BBC提起訴訟。2023年5月22日，印度德里高等法院就印度：莫迪問題诽谤案向BBC发出传票。

### 英國
英國廣播公司在紀錄片被封禁後發表聲明，表示這部紀錄片是“根據最高編輯標准進行了嚴格研究”，並“接觸了廣泛的聲音、證人和專家，包括人民黨人士的回應。”
封禁事件也在英國國會中被提起，英國工黨議員伊姆蘭·海珊 (Imran Hussain)就英國政府涉嫌了解莫迪在暴力事件中所扮演的角色，向首相里希·蘇納克提出質疑，指：「英國外交部對他(莫迪)參與這一場，嚴重的種族清洗到底還了解多少?」，首相蘇納克則回避問題，說：「我不確定我是否完全同意，(海珊)議員對(莫迪)的描述。」

### 推特
推特總裁馬斯克（Elon Musk）受到多方批評，指責他收購推特時自稱是「絕對的言論自由者（Free Speech Absolutist）」，現時卻服從莫迪政府的要求下架相關影片。印裔美國穆斯林委員會行政總監謝赫·拉希德·艾哈邁德發表聲明，指馬斯克自稱絕對支持言論自由，但卻在Twitter上限制討論BBC相關紀錄片，指責他比人權更看重利益。2023年1月25日，馬斯克在推特上被問到這問題時回應說，指自己是首次聽聞此事，他又說自己同時營運多間公司，不可能一夜之間解決推特在各地的問題。然而馬斯克並未承諾將採取何種行動，推特公司也拒絕回應相關問題。

## 私自放映
在紀錄片被封禁後，不少團體及學生組織舉辦公開放映會。在印度首都新德里，有大學生試圖在校內舉辦放映會，但被大學切斷校園電力、網絡及驅逐，警方派員戒備，多名大學生被拘留，引起民眾上街示威。在新德里示威的學生向媒體表現：「現在是時候由印度青年講出人所共知的真相，因為印度遍布憎恨穆斯林、印度教信徒，宗教問題的壓力每天在增加，我們不可以再讓這件事發生，因為我們知道真相，我們知道總理(莫迪)正在對社會做的事。」
2023年1月23日，海得拉巴中央大學的一個學生團體在校園內組織了這部紀錄片的放映。同日，賈瓦哈拉爾·尼赫魯大學學生會決定在他們的校園放映這部紀錄片，大學管理部禁止播放，切斷了校園內的電源和互聯網，威脅採取嚴格的紀律處分。學生會前主席N. Sai Balaji說：「全印學生協會（ABVP）的學生向我們丟石塊。為了確保學生的安全，我們來到學校正門。我們要求緊急恢復電力，在電力恢復之前不會離開大門，但警方沒有回應我們的呼籲。」
2023年1月24日，印度民主青年聯合會在喀拉拉邦各地放映紀錄片。他們指放映這部紀錄片的決定是為了“讓人們看到國民志願服務團的法西斯面孔。我們將繼續執行該計劃，未來幾天還將在其他地方進行更多放映。”。
2023年1月25日，在首都新德里的全國伊斯蘭大學（Jamia Millia Islamia），一個學生團體表示計劃放映被禁的紀錄片，這促使數十名配備催淚瓦斯和防暴裝備的警察聚集在校園大門外。一些身著便衣的警察與抗議的學生扭打，並拘留了至少有十幾名學生，大學入口被封鎖。學生團體博愛運動的成員利亞·謝里夫（Liya Shareef）說：「現在是印度青年公佈眾所周知的真相的時候了，我們知道總理對社會做了什麼。」